# Oradour (Charente)
Oradour – miejscowość i gmina we Francji, w regionie Nowa Akwitania, w departamencie Charente.
Według danych na rok 1990 gminę zamieszkiwało 225 osób, a gęstość zaludnienia wynosiła 16 osób/km² (wśród 1467 gmin regionu Poitou-Charentes Oradour plasuje się na 775. miejscu pod względem liczby ludności, natomiast pod względem powierzchni na miejscu 631.).